# ウィリアム・ウォラー

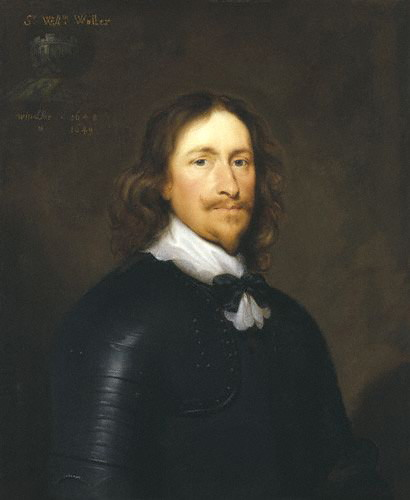
ウィリアム・ウォラー

サー・ウィリアム・ウォラー（英：Sir William Waller, 1597年頃 - 1668年9月19日）は、清教徒革命（イングランド内戦）期のイングランドの軍人、政治家。議会派の有力軍人の1人で、内戦ではイングランド南部・西部を転戦し王党派と交戦した。

## 生涯
ケント出身。オックスフォード大学卒業後の1620年にドイツ（神聖ローマ帝国）に渡り三十年戦争に従軍、帰国して1640年の長期議会で下院議員に選出された。1642年8月に第一次イングランド内戦が始まると議会軍騎兵指揮官の1人として南部へ進軍、9月にポーツマスを占拠、12月にウィンチェスターも落とし、年末までにドーセット・ハンプシャー・サセックスを転戦し戦功を挙げた。
翌1643年に議会からグロスタシャーの大将に任命され西部にも進出、2月にグロスタシャー・ウィルトシャー・サマセット・ウスターシャー・シュロップシャーを加えた西部連合軍が結成されると議会から指揮権を委任された。3月にウェールズ南部で軍勢を徴集していた王党派のハーバート卿エドワード・サマセットがグロスタシャーの州都グロスター進出を図ると奇襲して撃破、エドマンド・ラドローを従えウェールズ南部へ侵攻し占領した。マームズベリー・ヘレフォードなどの都市も落とし、同名のイングランド王ウィリアム1世にちなんで『征服王』（William the Conqueror）の異名を取った。
しかし、南西のコーンウォールからラルフ・ホプトンが進軍、王党派の本拠地オックスフォードからもチャールズ1世の命令でハートフォード侯ウィリアム・シーモアとチャールズ1世の甥モーリッツが派遣されると合流を阻止しようとしたが失敗、7月5日のランズダウンの戦いで敗北し13日のラウンドウェイ・ダウンの戦いでも騎兵隊長アーサー・ヘジルリッジ共々敗れて西部連合軍は壊滅状態に陥った。その上、ブリストルを放棄してロンドンへ急行、議会軍総司令官のエセックス伯ロバート・デヴァルーを王党派の合流を阻止しなかったことを非難、議会内部でもエセックス伯への非難とウォラーの擁立を図るヘンリー・マーティンの一派が騒ぎ出し議会派は分裂寸前になった。議会派の実力者ジョン・ピムの工作で辛うじて分裂は避けられ、エセックス伯は総司令官に留まりマーティンは投獄、11月にウォラーは議会からケント・サセックスなど拡大した指揮権を託され軍に復帰した。
12月にホプトンが先に入ったサセックスへ進出し、王党派兵士を降伏させて自軍へ編入しつつハンプシャーへ転進、1644年3月29日のチェリトンの戦いでヘジルリッジと共にホプトンに勝利し、議会からの信頼を回復し軍を増強させた。6月にエセックス伯と共にオックスフォードへ進軍、包囲を恐れてウスターへ退却したチャールズ1世を追撃すべく西へ向かった。だが6月29日、クロップレディ・ブリッジの戦いでチャールズ1世の反撃に遭い大敗、逃亡兵が続出して再度壊滅状態になってしまい、7月のオックスフォード包囲も失敗しかつての勢いを無くしていった。また装備の質の低下、兵士の反抗的な態度にも悩まされ、議会への状況報告で兵が上官を襲った事件を記し、統率の困難さを嘆いている。
こうした中、再起を賭けて3度兵を率いたが、東部連合軍司令官マンチェスター伯エドワード・モンタギューが足を引っ張ったせいで、10月の第二次ニューベリーの戦いで成果を上げられなかった。議会から戦いについて報告を求められると東部連合軍副司令官兼鉄騎隊隊長オリバー・クロムウェルと共にマンチェスター伯の怠慢を非難、続く一連の論争が1645年2月のニューモデル軍創設と4月の辞退条例成立に繋がり、ウォラーはエセックス伯・マンチェスター伯共々辞退条例で軍から排斥され、それぞれの軍勢も再編成を経てニューモデル軍に一本化された。辞退条例成立前の3月にクロムウェルと合流したサマセットの州都トーントンへの救援を最後に軍を辞任したが、クロムウェルの聞き手としての根気強さに注目した言葉を残し、ニューモデル軍副司令官に異動となったクロムウェルは内戦を議会派の勝利へ結び付け、政治家としても成長していった。
軍離脱後は政治活動に取り組んだが、長老派に所属したため独立派と対立、1648年から1651年まで王党派と妥協を図ったとして投獄、イングランド共和国統治下の1659年にも王党派と反乱を共謀した容疑で投獄された。翌1660年に釈放され国務会議委員と仮議会の議員に選出、王政復古に尽力したが実現後は報われず引退、1668年に没した。

## 子女
3回結婚、3人の子を儲けた。
最初1622年にサー・リチャード・レイネルの娘ジェーン（? - 1633年）と結婚、1男1女を儲けた。
- リチャード（1632年 - ?）
- マーガレット（? - 1694年） - 準男爵ウィリアム・コートニー（英語版）と結婚

次にウィンチルシー伯爵トマス・フィンチの娘アン（? - ?）と再婚、1男を儲けた。
- ウィリアム（1639年頃 - 1699年）

1652年にパジェット男爵ウィリアム・パジェットの娘でサー・サイモン・ハーコートの未亡人でもあったアン（1605年頃 - 1661年/1662年）と3度目の結婚をしたが、子は生まれなかった。